# F・ケオー・グリーソン
フランシス・ケオー・グリーソン（Francis Keogh Gleason, 1906年4月14日 - 1982年12月18日）は、アメリカ合衆国のセットデコレーターである。メトロ・ゴールドウィン・メイヤー（MGM）で40年以上にわたって働き、『巴里のアメリカ人』（1951年）、『悪人と美女』（1952年）、『傷だらけの栄光』（1956年）、『恋の手ほどき』（1958年）でアカデミー賞美術賞で4度獲得した。1927年にミネソタ・スクール・オブ・ファイン・アーツ（現在のミネアポリス・カレッジ・オブ・アート・アンド・デザイン）を卒業した。

## 受賞とノミネート
| 賞           | 年   | 部門                | 作品名           | 結果       |
| ------------ | ---- | ------------------- | ---------------- | ---------- |
| アカデミー賞 | 1951 | 室内装飾賞 (カラー) | 巴里のアメリカ人 | 受賞       |
| アカデミー賞 | 1952 | 室内装飾賞 (白黒)   | 悪人と美女       | 受賞       |
| アカデミー賞 | 1953 | 室内装飾賞 (カラー) | 三つの恋の物語   | ノミネート |
| アカデミー賞 | 1954 | 室内装飾賞 (カラー) | ブリガドーン     | ノミネート |
| アカデミー賞 | 1956 | 室内装飾賞 (カラー) | 傷だらけの栄光   | 受賞       |
| アカデミー賞 | 1956 | 室内装飾賞 (白黒)   | 炎の人ゴッホ     | ノミネート |
| アカデミー賞 | 1958 | 室内装飾賞 (白黒)   | 恋の手ほどき     | 受賞       |